# Église Saint-Maurice de Saint-Maurice-sur-Adour
L’église Saint-Maurice est un lieu de culte catholique situé sur la commune de Saint-Maurice-sur-Adour, dans le département français des Landes.

## Présentation
Cette église date du XVIe siècle. Sous son porche, surmonté d'un clocher dôme, le portail orné de gables illustre le gothique flamboyant. Il ouvre sur une nef ornée d'un tableau figurant le martyre de saint Maurice, le saint patron de la paroisse, commandant la légion Thébaine au IIIe siècle. Parmi le mobilier se distinguent un tableau représentant saint Pierre payant le denier à César, les statues de deux évêques, peut-être saint Augustin (ou saint Eutrope) et saint Fulgence, ainsi que la cuve baptismale de style Renaissance et le chemin de croix en bois ciré.

## Galerie

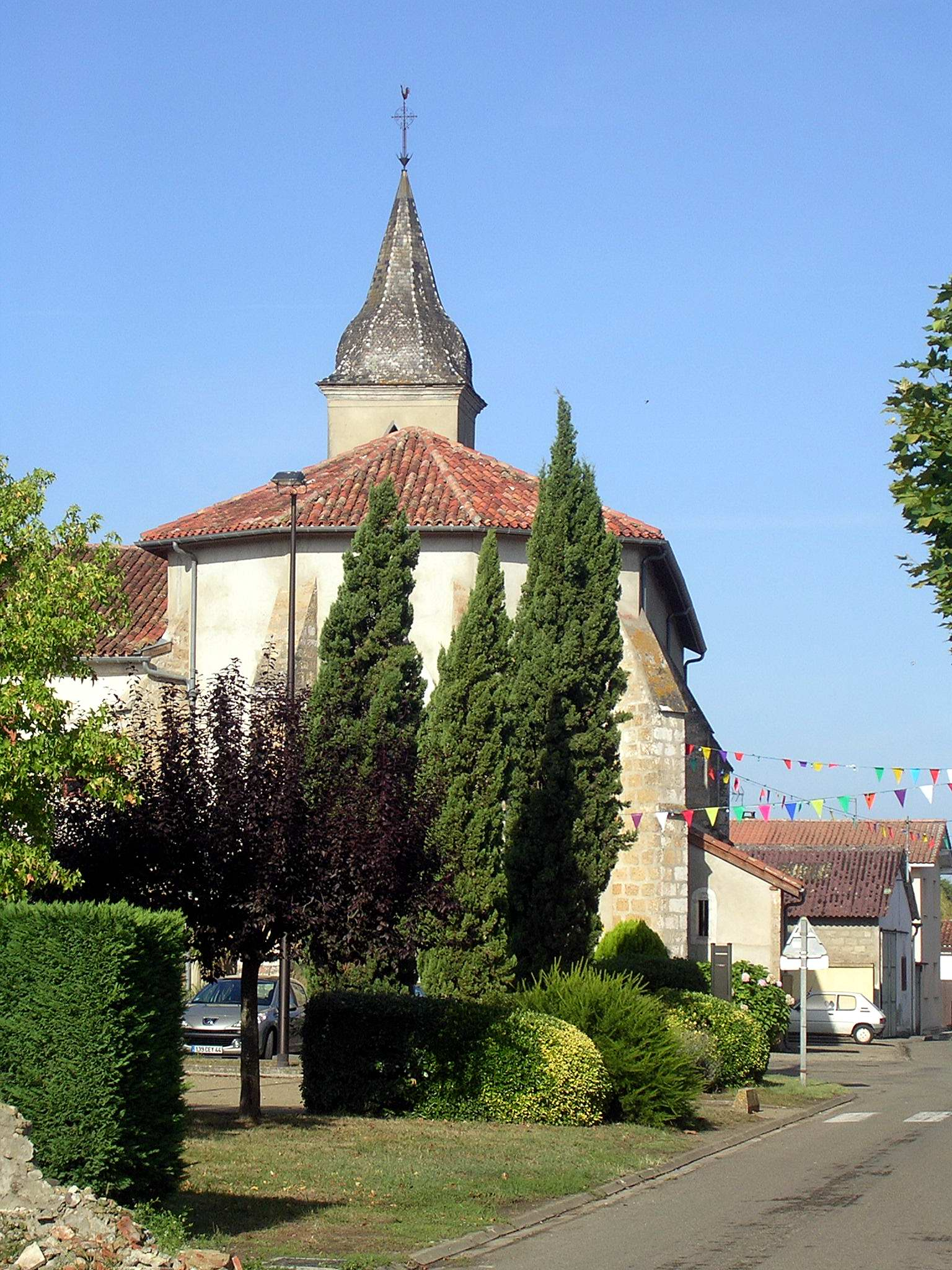
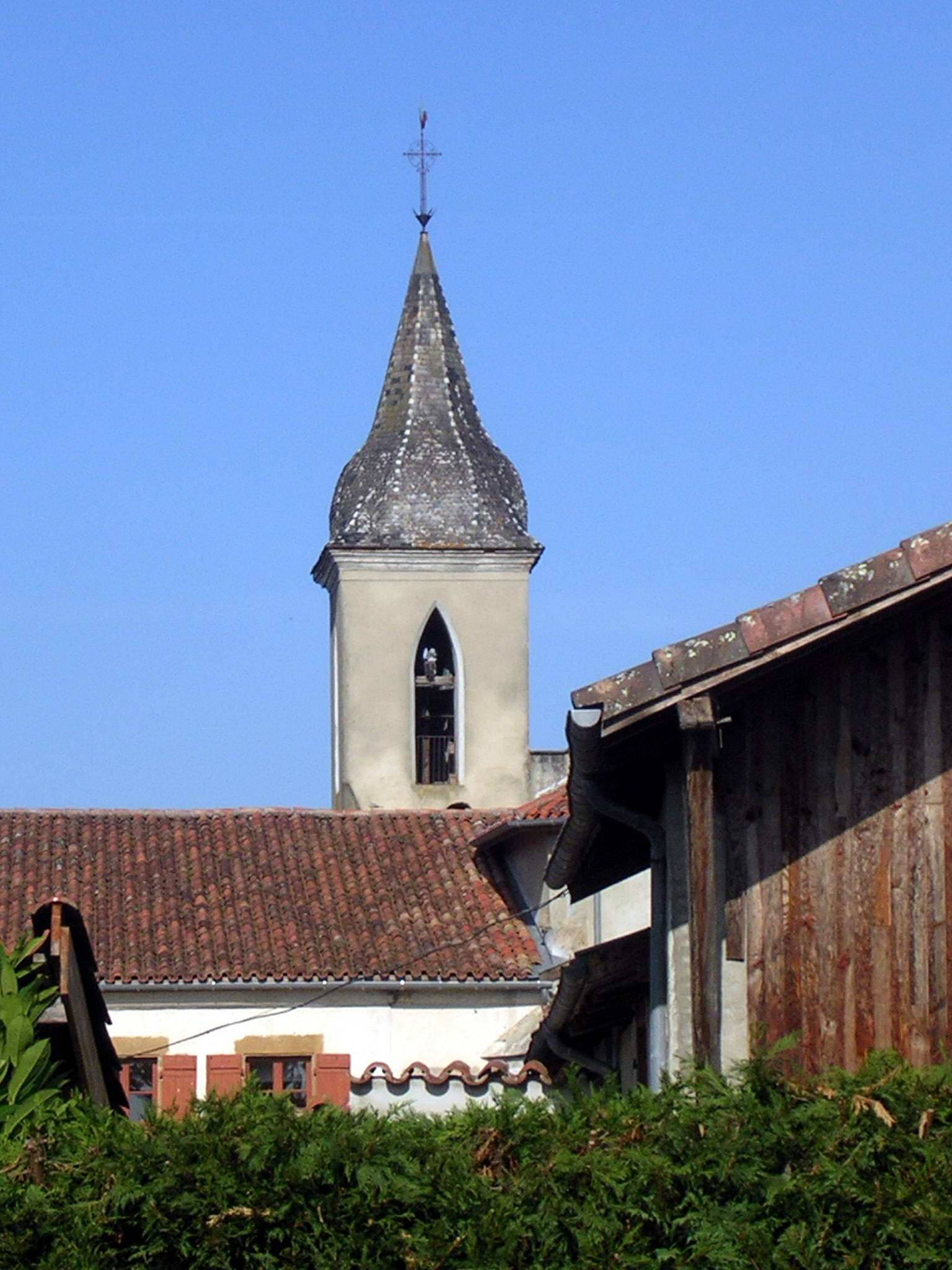